# Steve Windom
Steve Windom (Florence, 6 novembre 1949) è un politico statunitense.
Fu il vice governatore dell'Alabama di  Don Siegelman dal 1999 al 2003.